# Batalla de Sant Quintí (1810)
La batalla de Sant Quintí fou una batalla de la Guerra del Francès, en la que combatien l'exèrcit d'alliberació espanyol contra l'exèrcit ocupant francès. Va succeir el 1810 a la rodalia de Cardona, al turó de Sant Quintí. Actualment es conserva la pedra dels francesos on va passar la batalla.

## Antecedents
El mes d'octubre de 1810, després de derrotar els francesos a l'Empordà, el marquès de Campoverde, capità general de Catalunya, va prendre el comandament de la força terrestre i es va dirigir cap al nord per davant de Girona abans que Rouyer o Baraguey d'Hilliers poguessin reaccionar. Va capturar Puigcerdà i va creuar els Pirineus cap a França, combatent la guarnició de Montlluís i van extorsionar fons de pobles francesos. De retorn, la divisió de Campoverde es va desplaçar per la vall del Segre, prenent posicions a Calaf i Castell de Cardona, molt important a causa de la seva posició central a Catalunya, que dominaven les principals vies de comunicació del Centre de Catalunya i per les rendes del salí de Cardona.
El General Macdonald, mariscal de l'Imperi francès, volia conquerir Cardona, una plaça forta imprescindible pel domini de la part central de Catalunya. Les tropes franceses tenien vuit mil infants i vuit-cents homes a cavall, mentre que la divisió de Campoverde només comptava amb tres mil infants i dos-cents homes a cavall. El 19 d'octubre, les tropes de Macdonald van saquejar Solsona i a continuació anaren vers Cardona.

## Desenvolupament tàctic
El general Macdonald va dividir el seu exèrcit en dues columnes que atacarien el castell per dos camins diferents. La petita (3.000 homes) aniria pel camí des de Clariana de Cardener, mentre que la més nombrosa atacaria per sorpresa pel camí de Cervera, per la capella de Sant Quintí, passant per Planès (Cardona).
Aquell dia, era el tercer diumenge d'octubre, i la vila de Cardona celebrava el trasllat dels seus sants patrons, Celdoni i Ermenter. Quan van veure la columna francesa que venia per Clariana, van repicar les campanes i Campoverde envià la majoria de les tropes a contra la primera columna francesa i va deixar els paisans de les guerrilles a la rereguarda. Aquests pocs van haver de fer front a la bateria principal de l'exèrcit francès. Tot i això, van aconseguir foragitar els francesos.

## Conseqüències
El combat va acabar amb 400 francesos morts (i 80 cavalls), i les morts del bàndol de Campoverde no superaven la dotzena de baixes. Els guerrillers van rodejar els francesos i van calar foc als boscos de Planés (Cardona). La població va atribuir aquesta victòria a l'ajuda dels seus patrons, cosa que va convertir la defensa de Cardona en un fet llegendari.

## Llegendes
Per Cardona circula la Llegenda de les Barretines, que diu que els guerrillers i les dones que es quedaren a defensar el castell des de la rereguarda, van posar moltes barretines a sobre de pals per tant a les muralles del castell com a muntanyes properes per tal que els francesos pensessin que hi havia un gran exèrcit defensant el Castell. D'aquesta manera, segons la llegenda, l'exèrcit francès va fugir.